# هنک استیمان
هنک استیمان (هلندی: Henk Steeman; ۱۵ ژانویهٔ ۱۸۹۴ – ۱۶ فوریهٔ ۱۹۷۹) بازیکن فوتبال اهل هلند بود.
از باشگاه‌هایی که در آن بازی کرده‌است می‌توان به باشگاه فوتبال اسپارتا روتردام اشاره کرد.